# Tour d'Espagne 2025
Cet article s'applique au Tour d'Espagne cycliste masculin 2025. Pour le Tour d'Espagne cycliste féminin 2025, voir l'article Tour d'Espagne féminin 2025.
Le Tour d'Espagne 2025 est la 80e édition du Tour d'Espagne cycliste et se déroule du 23 août au 14 septembre 2025 entre Turin en Italie et Madrid. Cette course cycliste masculine sur route est l'un des trois grands tours de la saison et fait partie du calendrier UCI World Tour 2025 en catégorie 2.UWT.

## Présentation

### Révélations anticipées
Le 2 décembre 2024, l'organisateur dévoile que l'édition 2025 voit un premier départ depuis l'Italie et Turin et devient ainsi la sixième Vuelta à s'élancer de l'étranger après Lisbonne (1997 et 2024), Assen (2009), Nîmes (2017) et Utrecht (2022). La présentation a eu lieu à Turin en présence de Stefano Lo Russo, maire de Turin, et Alberto Cirio, président de la région du Piémont. Le reste du parcours sera dévoilé le 19 décembre 2024.
La première étape est tracée à travers le Piémont entre Turin-Reggia di Venaria et Novare et propose un profil favorable aux sprinters. Le lendemain, les coureurs se rendent d'Alba au sommet du Puerto Limone, un col de 2e catégorie. La troisième étape rallie San Maurizio Canavese à Ceres, avec l'ascension du col d'Issiglio à mi-parcours. Le départ de la 4e étape est donné de Suse avant que le peloton ne quitte l'Italie mais sans connaître la destination de cette étape qui se dirigera vraisemblablement vers la France.

### Parcours
Les organisateurs de la 80e édition du Tour d’Espagne ont dévoilé le 19 décembre 2024 un tracé de 3151 kilomètres marqué par deux contre-la-montre et douze étapes de moyenne et haute montagne. Dix étapes se terminent par une arrivée au sommet. Les étapes sont réparties dans les catégories suivantes : 4 étapes de plaine (dont une avec une arrivée en altitude), 7 étapes de moyenne montagne, 5 étapes de montagne, 1 contre-la-montre par équipes, 1 contre-la-montre individuel et 3 étapes accidentées avec arrivées en altitude. Cette Vuelta emprunte les routes de quatre pays : l'Italie, la France, l'Espagne et Andorre. En Espagne, seule la moitié nord du pays est parcourue, Madrid étant la ville espagnole la plus méridionale de cette Vuelta.

#### Première semaine
Les trois premières étapes 100 % italiennes sont conformes aux indications reprises ci-dessus dans les révélations anticipées. L'arrivée de la 4e étape a lieu en France, à Voiron, dans le département de l'Isère, les coureurs ayant gravi trois cols dont le col du Lautaret dans le premier tiers de l'étape avant d'entamer globalement une longue descente pour le reste de la journée. Le transfert vers la Catalogne ne nécessite pas de journée de repos. La 5e étape se déroule sous la forme d'un contre-la-montre par équipe autour de Figueres, cité abritant le Théâtre-musée Dalí. Le lendemain, le parcours commence son périple à travers les Pyrénées avec une étape montagneuse et une arrivée au sommet à Pal en Andorre, quatrième pays visité après seulement six étapes. Partant de la capitale principautaire Andorre-la-Vieille, la 7e étape présente aussi un profil montagneux avec quatre cols au programme dont la redoutable arrivée au village d'altitude de Cerler, en Aragon. Après ces deux étapes de montagne, l'étape suivante avec peu de dénivelé mène à Saragosse où un sprint est attendu. La première semaine se conclut par une étape vallonnée à travers La Rioja partant d'Alfaro pour se terminer par la seule ascension répertoriée du jour vers la station de sports d'hiver de Valdezcaray.

### Équipes
| WorldTeams (18)- Alpecin-Deceuninck - Arkéa-B&B Hotels - Bahrain-Victorious - Cofidis - Decathlon AG2R La Mondiale Team - EF Education-EasyPost - Groupama-FDJ - Ineos Grenadiers - Intermarché-Wanty - Lidl-Trek - Movistar Team - Red Bull-BORA-hansgrohe - Soudal Quick-Step - Team Jayco AlUla - Team Picnic-PostNL - Team Visma \| Lease a Bike - UAE Team Emirates XRG - XDS Astana Team ProTeams (5)- Burgos-Burpellet-BH - Caja Rural-Seguros RGA - Q36.5 Pro Cycling Team - Israel-Premier Tech - Lotto |
| |

### Primes
La course attribue les prix suivants. Tous les montants sont en euros.
| Position                     | Position                    | 1er     | 2e     | 3e     | 4e     | 5e     | 6e    | 7e    | 8e    | 9e    | 10e-20e | Total     | Total     |
| Classement général           | Classement final            | 150 000 | 57 985 | 30 000 | 15 000 | 12 500 | 9 000 | 9 000 | 6 000 | 6 000 | 3 800   | 337 285   | 347 785   |
| Classement général           | Leader                      | 500     |        |        |        |        |       |       |       |       |         | 10 500    | 347 785   |
| Par étape                    | Par étape                   | 11 000  | 5 500  | 2 700  | 1 500  | 1 100  | 900   | 900   | 650   | 650   | 360     | 28 860    | 28 860    |
| Classement par points        | Sprints intermédiaires (19) | 550     | 180    | 95     |        |        |       |       |       |       |         | 15 675    | 35 775    |
| Classement par points        | Leader                      | 100     |        |        |        |        |       |       |       |       |         | 2 100     | 35 775    |
| Classement par points        | Classement final            | 11 000  | 5 000  | 2 000  |        |        |       |       |       |       |         | 18 000    | 35 775    |
| Classement de la montagne    | Cima Alberto Fernandez      | 1 000   | 520    |        |        |        |       |       |       |       |         | 1 520     | 50 715    |
| Classement de la montagne    | Col Hors catégorie (4)      | 920     | 615    |        |        |        |       |       |       |       |         | 6 140     | 50 715    |
| Classement de la montagne    | 1re catégorie (13)          | 460     | 310    |        |        |        |       |       |       |       |         | 10 010    | 50 715    |
| Classement de la montagne    | 2e catégorie (10)           | 230     | 155    |        |        |        |       |       |       |       |         | 3 850     | 50 715    |
| Classement de la montagne    | 3e catégorie (21)           | 115     | 80     |        |        |        |       |       |       |       |         | 4 095     | 50 715    |
| Classement de la montagne    | Leader                      | 100     |        |        |        |        |       |       |       |       |         | 2 000     | 50 715    |
| Classement de la montagne    | Classement final            | 13 000  | 6 600  | 3 500  |        |        |       |       |       |       |         | 23 100    | 50 715    |
| Classement du meilleur jeune | Leader                      | 70      |        |        |        |        |       |       |       |       |         | 1 400     | 19 400    |
| Classement du meilleur jeune | Classement final            | 11 000  | 5 000  | 2 000  |        |        |       |       |       |       |         | 18 000    | 19 400    |
| Classement par équipe        | Par étape                   | 400     | 200    | 100    |        |        |       |       |       |       |         | 14 000    | 51 300    |
| Classement par équipe        | Classement final            | 12 500  | 7 500  | 5 500  | 4 300  | 3 200  | 2 200 | 1 100 | 1 100 |       |         | 37 300    | 51 300    |
| Combativité                  | Par étape                   | 200     |        |        |        |        |       |       |       |       |         | 4 000     | 7 000     |
| Combativité                  | Vuelta                      | 3 000   |        |        |        |        |       |       |       |       |         | 3 000     | 7 000     |
| Total                        | Total                       | Total   | Total  | Total  | Total  | Total  | Total | Total | Total | Total | Total   | 1 118 205 | 1 118 205 |

## Favoris

### Classement de la montagne
Les candidats à la victoire finale du classement général sont les principaux favoris pour le maillot blanc à pois bleus du classement du meilleur grimpeur.

## Étapes
| Étape     | Date               | Villes étapes                                       |                              | Distance (km)         | Vainqueur d’étape     | Leader du classement général |
| --------- | ------------------ | --------------------------------------------------- | ---------------------------- | --------------------- | --------------------- | ---------------------------- |
| 1re étape | sam. 23 août       | Palais royal de Venaria – Novare                    | Étape de plaine              | 183                   |                       |                              |
| 2e étape  | dim. 24 août       | Alba – Limone Piemonte                              | Étape de plaine              | 157                   |                       |                              |
| 3e étape  | lun. 25 août       | San Maurizio Canavese – Ceres                       | Étape de moyenne montagne    | 139                   |                       |                              |
| 4e étape  | mar. 26 août       | Suse – Voiron                                       | Étape de moyenne montagne    | 192                   |                       |                              |
| 5e étape  | mer. 27 août       | Figueres – Figueres                                 | Contre-la-montre par équipes | 20                    |                       |                              |
| 6e étape  | jeu. 28 août       | Olot – Pal                                          | Étape de montagne            | 171                   |                       |                              |
| 7e étape  | ven. 29 août       | Andorre-la-Vieille – Cerler                         | Étape de montagne            | 187                   |                       |                              |
| 8e étape  | sam. 30 août       | Château de Monzón – Saragosse                       | Étape de plaine              | 158                   |                       |                              |
| 9e étape  | dim. 31 août       | Alfaro – Valdezcaray                                | Étape vallonnée              | 195                   |                       |                              |
|           | lun. 1er septembre |                                                     | Jour de repos                | Journée de repos no 1 | Journée de repos no 1 | Journée de repos no 1        |
| 10e étape | mar. 2 septembre   | Sendaviva (eu) – Larra-Belagua                      | Étape de plaine              | 168                   |                       |                              |
| 11e étape | mer. 3 septembre   | Bilbao – Bilbao                                     | Étape de moyenne montagne    | 167                   |                       |                              |
| 12e étape | jeu. 4 septembre   | Laredo – Los Corrales de Buelna                     | Étape de moyenne montagne    | 143                   |                       |                              |
| 13e étape | ven. 5 septembre   | Cabezón de la Sal – Angliru                         | Étape de montagne            | 202                   |                       |                              |
| 14e étape | sam. 6 septembre   | Avilés – Alto de La Farrapona (es)                  | Étape de montagne            | 135                   |                       |                              |
| 15e étape | dim. 7 septembre   | Vegadeo – Monforte de Lemos                         | Étape de moyenne montagne    | 167                   |                       |                              |
|           | lun. 8 septembre   |                                                     | Jour de repos                | Journée de repos no 2 | Journée de repos no 2 | Journée de repos no 2        |
| 16e étape | mar. 9 septembre   | Poio – Mos                                          | Étape de moyenne montagne    | 172                   |                       |                              |
| 17e étape | mer. 10 septembre  | O Barco de Valdeorras – Puerto de El Morredero (es) | Étape de moyenne montagne    | 143                   |                       |                              |
| 18e étape | jeu. 11 septembre  | Valladolid – Valladolid                             | Contre-la-montre individuel  | 26                    |                       |                              |
| 19e étape | ven. 12 septembre  | Rueda – Guijuelo                                    | Étape de plaine              | 159                   |                       |                              |
| 20e étape | sam. 13 septembre  | Robledo de Chavela – Bola del Mundo                 | Étape de montagne            | 156                   |                       |                              |
| 21e étape | dim. 14 septembre  | Valdeolmos-Alalpardo – Madrid                       | Étape de plaine              | 101                   |                       |                              |

## Classements

### Classement général final
| \| Classement général \| Classement général \| Classement général \| Classement général \| Classement général \| \| Coureur \| Coureur \| Pays \| Équipe \| Temps \| \| ------------------ \| ------------------ \| ------------------ \| ------------------ \| ------------------ \| |         |      |        |       |
| |         |      |        |       |
| Source : ProCyclingStats |         |      |        |       |
| Classement général |         |      |        |       |
| Coureur | Coureur | Pays | Équipe | Temps |

### Classements annexes finals
| Classement par points | Classement par points | Classement par points | Classement par points | Classement par points |
| Coureur               | Coureur               | Pays                  | Équipe                | Points                |
| --------------------- | --------------------- | --------------------- | --------------------- | --------------------- |

| Classement par points | Classement par points | Classement par points | Classement par points | Classement par points |
| Coureur               | Coureur               | Pays                  | Équipe                | Points                |
| --------------------- | --------------------- | --------------------- | --------------------- | --------------------- |

| Classement de la montagne | Classement de la montagne | Classement de la montagne | Classement de la montagne | Classement de la montagne |
| Coureur                   | Coureur                   | Pays                      | Équipe                    | Points                    |
| ------------------------- | ------------------------- | ------------------------- | ------------------------- | ------------------------- |

| Classement de la montagne | Classement de la montagne | Classement de la montagne | Classement de la montagne | Classement de la montagne |
| Coureur                   | Coureur                   | Pays                      | Équipe                    | Points                    |
| ------------------------- | ------------------------- | ------------------------- | ------------------------- | ------------------------- |

| Classement du meilleur jeune | Classement du meilleur jeune | Classement du meilleur jeune | Classement du meilleur jeune | Classement du meilleur jeune |
| Coureur                      | Coureur                      | Pays                         | Équipe                       | Temps                        |
| ---------------------------- | ---------------------------- | ---------------------------- | ---------------------------- | ---------------------------- |

| Classement du meilleur jeune | Classement du meilleur jeune | Classement du meilleur jeune | Classement du meilleur jeune | Classement du meilleur jeune |
| Coureur                      | Coureur                      | Pays                         | Équipe                       | Temps                        |
| ---------------------------- | ---------------------------- | ---------------------------- | ---------------------------- | ---------------------------- |

| Classement par équipes | Classement par équipes | Classement par équipes | Classement par équipes |
| Équipe                 | Équipe                 | Pays                   | Temps                  |
| ---------------------- | ---------------------- | ---------------------- | ---------------------- |

| Classement par équipes | Classement par équipes | Classement par équipes | Classement par équipes |
| Équipe                 | Équipe                 | Pays                   | Temps                  |
| ---------------------- | ---------------------- | ---------------------- | ---------------------- |

## Évolution des classements

### Règlements
Le classement général, dont le leader porte le maillot rouge, s'établit en additionnant les temps réalisés à chaque étape, puis en ôtant d'éventuelles bonifications (10, 6 et 4 s à l'arrivée des étapes en ligne et 6, 4 et 2 s à chaque point bonus). En cas d'égalité, les critères de départage, dans l'ordre, sont : centièmes de seconde enregistrés lors du contre-la-montre, addition des places obtenues lors de chaque étape, place obtenue lors de la dernière étape.
Le classement par points, dont le leader porte le maillot vert, est l'addition des points attribués à l'arrivée des étapes et aux sprints intermédiaires (20, 17, 15, 13 et 10 points). En cas d'égalité de points, les critères de départage, dans l'ordre, sont : nombre de victoires d'étape, de sprints intermédiaires, classement général.
Le classement du meilleur grimpeur, dont le leader porte le maillot blanc à pois bleus, consiste en l'addition des points obtenus au sommet de la Cima Alberto Fernandez (20, 15 10, 6, 4 et 2 pts) et des ascensions Hors catégorie (15, 10, 6, 4 et 2 pts) et de 1re (10, 6, 4, 2 et 1 pts), 2e (5, 3 et 1 pts) et 3e (3, 2 et 1 pts) catégorie. En cas d'égalité de points, les critères de départage, dans l'ordre, sont : passage en tête au sommet de la Cima Alberto Fernandez, nombre de premières places dans les ascensions Hors catégorie, puis de 1re, ensuite de 2e, enfin de 3e catégorie, classement général.
Le classement du meilleur jeune, dont le leader porte le maillot blanc, est le classement général des coureurs nés depuis le 1er janvier 1997.
Le classement par équipes de l'étape est l'addition des trois meilleurs temps individuels de chaque équipe. En cas d'égalité, les critères de départage, dans l'ordre, sont : addition des places des trois premiers coureurs des équipes concernées, place du meilleur coureur sur l'étape. Calculer le classement par équipes revient à additionner les classements par équipes de chaque étape. En cas d'égalité, les critères de départage, dans l'ordre, sont : nombre de premières places dans le classement par équipes du jour, nombre de deuxièmes places dans le classement par équipes du jour, etc., place au classement général du meilleur coureur des équipes concernées.

### Suivi étape par étape
| Étape              | Vainqueur | Classement général | Classement par points | Classement de la montagne | Meilleur jeune | Classement par équipes | Prix de la combativité |
| ------------------ | --------- | ------------------ | --------------------- | ------------------------- | -------------- | ---------------------- | ---------------------- |
| 1                  |           |                    |                       |                           |                |                        |                        |
| 2                  |           |                    |                       |                           |                |                        |                        |
| 3                  |           |                    |                       |                           |                |                        |                        |
| 4                  |           |                    |                       |                           |                |                        |                        |
| 5                  |           |                    |                       |                           |                |                        |                        |
| 6                  |           |                    |                       |                           |                |                        |                        |
| 7                  |           |                    |                       |                           |                |                        |                        |
| 8                  |           |                    |                       |                           |                |                        |                        |
| 9                  |           |                    |                       |                           |                |                        |                        |
| 10                 |           |                    |                       |                           |                |                        |                        |
| 11                 |           |                    |                       |                           |                |                        |                        |
| 12                 |           |                    |                       |                           |                |                        |                        |
| 13                 |           |                    |                       |                           |                |                        |                        |
| 14                 |           |                    |                       |                           |                |                        |                        |
| 15                 |           |                    |                       |                           |                |                        |                        |
| 16                 |           |                    |                       |                           |                |                        |                        |
| 17                 |           |                    |                       |                           |                |                        |                        |
| 18                 |           |                    |                       |                           |                |                        |                        |
| 19                 |           |                    |                       |                           |                |                        |                        |
| 20                 |           |                    |                       |                           |                |                        |                        |
| 21                 |           |                    |                       |                           |                |                        |                        |
| Classements finals |           |                    |                       |                           |                |                        |                        |